# Ellinor Stuhrmann
Ellinor Stuhrmann, född 21 maj 1977, är en svensk före detta friidrottare (sprinter) som tävlat för klubben Malmö AI och Tjalve IF Norrköping.
Hon har vunnit totalt tretton individuella SM-medaljer inomhus och utomhus.
Vid EM 2002 i München deltog Stuhrmann (ihop med Beatrice Dahlgren, Lena Aruhn och Nadja Petersen) i långa stafettlaget. Laget tog sig vidare till final där de kom sjua.
Hon satte, tillsammans med Beatrice Dahlgren, Erica Mårtensson och Louise Gundert, svenskt rekord inomhus i stafett 4 x 400 meter med tiden 3:34,71 vid inomhus-VM i Budapest den 7 mars år 2004. Trots detta blev laget utslaget i försöken.
År 2005 deltog hon i det lag som satte svenskt utomhusrekord för landslag i stafett 4 x 400 meter med tiden 3:31,28 (de andra var Emma Björkman, Carolina Klüft och Lena Aruhn).
År 2006 bestämde hon sig för att sluta med elitsatsningen.

## Personliga rekord
| Utomhus - 100 meter – 11,99 (Norrköping 21 juli 2004) - 200 meter – 23,93 (Karlstad 8 augusti 2004) - 300 meter – 37,80 (Göteborg 2 september 2003) - 400 meter – 52,91 (Göteborg 4 september 2004) - 100 meter häck – 14,63 (Göteborg 1 juli 2001) - 400 meter häck – 59,77 (Karlskrona 12 juni 2006) | Inomhus - 60 meter – 7,60 (Göteborg 8 februari 2003) - 200 meter – 24,20 (Göteborg 8 februari 2003) - 400 meter – 53,60 (Göteborg 22 februari 2004) - 60 meter häck – 8,74 (Göteborg 18 februari 2001) |

### Fotnoter
1. ↑  ”Tävlingsårsskiftesövergångar 1 december 2004”. friidrott.se. 5 november 2004. Arkiverad från originalet den 21 november 2016. https://web.archive.org/web/20161121045739/http://www.friidrott.se/forbundsinfo/overgangar/Arsskifte0405.aspx. Läst 4 mars 2017.
2. 1 2 3  Wiger 2006, s. 184.
3. 1 2 3  Wiger 2006, s. 187.
4. 1 2 3 4 5  Wiger 2006, s. 246.
5. 1 2 3 4 5  Wiger 2006, s. 251.
6. ↑  ”Stora inne-SM 2002, resultat” (htm). Arkiverad från originalet den 13 december 2002. https://web.archive.org/web/20021213092936/http://m1.406.telia.com/~u40606160/ResultatISM.htm. Läst 14 april 2015.
7. ↑  ”Stora inne-SM 2003, resultat” (html). friidrott.stockholm.se. http://www.friidrott.stockholm.se/ism/resultat/p_resultat.html. Läst 14 april 2015.
8. ↑  ”Stora inne-SM 2004, resultat” (htm). idrottonline.se. Arkiverad från originalet den 23 november 2015. https://web.archive.org/web/20151123030953/http://iof2.idrottonline.se/ImageVaultFiles/id_16756/cf_78/040222ism.HTM. Läst 21 april 2015.
9. ↑  ”Stora inne-SM 2005, resultat” (pdf). mai.se. Arkiverad från originalet den 23 november 2015. https://web.archive.org/web/20151123081015/http://www.mai.se/resultat/resultatlista-ism.2005.pdf. Läst 12 april 2015.
10. ↑  ”Stora inne-SM 2006 damer , resultat” (html). friidrott.stockholm.se. http://www.friidrott.stockholm.se/ism2006/resultat/f_kvinnor_resultat.html. Läst 6 april 2015.
11. 1 2 3 4 5 6 7 8 9 10 11  ”Personsida på AllAthletics”. all-athletics.com. Arkiverad från originalet den 23 september 2016. https://web.archive.org/web/20160923043026/http://www.all-athletics.com/node/148866. Läst 22 september 2016.
12. 1 2  ”Ellinor sätter punkt”. friidrott.se. 25 oktober 2006. Arkiverad från originalet den 23 september 2016. https://web.archive.org/web/20160923030936/http://www.friidrott.se/nyheter.aspx?id=6319. Läst 22 september 2016.
13. ↑  ”European Athletics Championships - München 2002” (på engelska). european-athletics.org. Arkiverad från originalet den 16 augusti 2017. https://web.archive.org/web/20170816195034/http://www.european-athletics.org/competitions/european-athletics-championships/history/year=2002/results/index.html. Läst 18 augusti 2017.
14. 1 2  ”Svenska rekord - per 1 januari 2016”. friidrott.se. Arkiverad från originalet den 8 juni 2016. https://web.archive.org/web/20160608093715/http://www.friidrott.se/rs/rekord/swerek/gallande.aspx. Läst 22 september 2016.
15. ↑  ”IVM / Budapest live-rapporterin”. friidrott.se. Arkiverad från originalet den 23 september 2016. https://web.archive.org/web/20160923025306/http://www.friidrott.se/live.aspx?id=82&day=3. Läst 22 september 2016.
16. ↑  ”4X400 Metres Relay Women - 10th IAAF World Indoor Championships Budapest (Sportaréna), Hungary 05 Mar 2004 - 07 Mar 2004” (på engelska). iaaf.org. https://www.iaaf.org/results/iaaf-world-indoor-championships/2004/10th-iaaf-world-indoor-championships-3226/women/4x400-metres-relay/heats/result. Läst 23 januari 2017.
17. 1 2 3 4  ”Personsida hos IAAF”. iaaf.org. https://www.iaaf.org/athletes/sweden/ellinor-stuhrmann-189767. Läst 22 september 2016.